# Keményítőkúra
A Keményítőkúra (eredeti cím: Get Hard) 2015-ben bemutatott amerikai filmvígjáték, Etan Cohen elsőfilmes rendezése. A forgatókönyvet Cohen, Jay Martel és Ian Roberts írta, Will Ferrell és Adam McKay producerként működött közre. A főbb szerepekben Ferrell, Kevin Hart, T.I., Alison Brie és Craig T. Nelson látható. 
Az Amerikai Egyesült Államokban 2015. március 27-én mutatták be a mozikban a Warner Bros. Pictures forgalmazásában.

## Cselekmény
James King a Barrow Funds rendkívül gazdag fedezeti alapkezelője, aki eljegyezte Alissát, főnöke, Martin Barrow lányát. James és Alissa eljegyzési partiján megérkezik az FBI, és letartóztatja Jamest csalás és sikkasztás vádjával. James ügyvédje, Peter Penny arra biztatja, vallja magát bűnösnek a valószínűleg rövidebb büntetés miatt. James visszautasítja ezt, mert a felmentésében reménykedik. Jamest bűnösnek találják és tíz évre ítélik a San Quentin állami börtönben. A bíró harminc napot ad neki, elrendezni dolgait. Alissa elhagyja Jamest, miután ő azt javasolja, együtt meneküljenek el az országból.
James megismerkedik Darnell Lewisszal, aki egy kis autómosó üzletet üzemeltet a James által használt parkolóban. James feltételezi, hogy a fekete Darnell már volt korábban börtönben, ezért segítséget kér tőle: azt akarja, „keményítse meg” a börtönéletre. Darnell, aki valójában még sosem volt börtönben, és kevés tapasztalata van a verekedésben, beleegyezik, ha James cserébe 30 ezer dollárt fizet neki. Darnell az üzlettel lehetőséget lát arra, hogy feleségével, Ritával végre jobb iskolába járassák lányukat, Makaylát – távol attól a rossz környéktől, ahol élnek.
Darnell a tréningjén paprikaspray-vel fújja le Jamest és házát úgy alakítja át, mintha az egy szigorúan őrzött börtön lenne. Több olyan forgatókönyvet is létrehoz, amelyben Jamesnek meg kell védenie magát, ám ezekben ő kudarcot vall. A kiképzés során James kapcsolatba lép Martinnal és segítségét kéri. Főnöke, aki valójában a csalást elkövette, úgy véli, James a nyomában van, és egy Gayle nevű bérgyilkost bíz meg a megfigyelésével.
Mivel James kiképzése látszólag nem vezet sehova, Darnell azt javasolja, James más módon készüljön fel a börtönre: elviszi egy meleg szórakozóhelyre, ahol James megtapasztalhatja, hogyan kell a börtönben orális szexet végrehajtani. James ezt nem tudja végigcsinálni, ehelyett igyekezetéről biztosítja "mesterét". James nem sokkal keményebben és gyorsabban kezd el edzeni, házilag készít kés és megtanulja a csempészáru elrejtését a végbélében). Az edzésen James fejébe áll egy vasdarab és Darnell elviszi őt otthonába, ahol Rita kezeli a sérülését. James együtt vacsorázik Darnell családjával, meghallgatva a férfi történetét arról, miként került a börtönbe, ami valójában csak a Fekete vidék című film sztorijának elmesélése.
James és Darnell úgy dönt, Jamesnek csatlakoznia kéne a Crenshaw Kings nevű helyi bandához, így szerezve védelmet a börtönben. Darnell unokatestvére, a bandavezér Russell azonban elutasítja Jamest, és átirányítja őt a Fehérek Szövetsége nevű bandába. James képtelen meggyőzően rasszistát alakítani, ami miatt a banda rendőrnek hiszi. Veréssel fenyegetik Jamest, de Darnell egy lángszóróval megmenti őt. A főszereplők végül rájönnek, Martin a csaló, és ő a felelős James börtönbe kerülése miatt. Belopóznak az irodájába és megtalálják a sikkasztásról szóló feljegyzéseket Martin számítógépén. Mielőtt leleplezhetnék, Gayle rájuk talál. Visszaveszi a számítógépet, és tájékoztatja Jamest, hogy Darnell nem az, akinek mondja magát, mivel soha nem volt börtönben. A hazugság miatt feldúlt James egyedül tér vissza a Crenshaw Kingshez, és kéri, hadd csatlakozhasson hozzájuk. Befogadják maguk közé, de beavatásként meg kell ölnie valakit. Mielőtt ezt megtehetné, Darnell még időben megérkezik, és rábeszéli Jamest, leplezzék le együtt Martint.
Darnell és James a San Pedro-i kikötőbe mennek, Martin jachtjára, ahonnan a számítógépet elvitték. A jacht elindul Martin magánszigete felé, ahonnan nincs kiadatás, de Darnellnek és Jamesnek még sikerül feljutnia a hajóra. Ám ott Gayle-lel és az embereivel összetalálkoznak. James egy sor capoeira-mozdulattal harcképtelenné teszi őket, mielőtt Martin és Alissa megérkezik. Mindketten bevallják a csalást és a sikkasztást, melyben Peter is benne volt. Megpróbálják meggyőzni Jamest, szökjön meg velük együtt, de ő visszautasítja őket, és Darnell-lel egy mentőcsónak felé veszi az irányt. Amikor Gayle belelő a mentőcsónakba, James előveszi a végbelébe rejtett fegyverét, és Gayle-re céloz vele. Hirtelen megjelennek az amerikai rendőrbírók, akiket a James által a megyehatár átlépésével önkéntelenül aktivált bokamonitor vezetett ide.
Barrow számítógépe tartalmazza a James tisztázásához szükséges bizonyítékokat. Martint, Gayle-t, Alissát és az embereiket letartóztatják, Jamest pedig felmentik a vádak alól. Azonban így is hat hónap büntetést kap engedély nélküli fegyvertartásért, de Darnell kiképzésének köszönhetően teljesen felkészült a börtönéeltre. Martin azonban nem és hamarosan megtámadják a rabok, amikor Peterrel együtt megkezdődik a San Quentin-i büntetése. James a büntetését azzal tölti, hogy segít az FBI-nak visszaszerezni a Martin által ellopott összes vagyontárgyat. Közben Darnell befektetéseit is irányítja, miután ő és Rita saját autómosót nyitottak. Jamest büntetésének végén barátja, Darnell várja, megölelik egymást, majd elhajtanak.

## Szereplők
| Szereplő                       | Színész              | Magyar hang            |
| ------------------------------ | -------------------- | ---------------------- |
| James King, befektetési bankár | Will Ferrell         | Kassai Károly          |
| Darnell Lewis, autómosó        | Kevin Hart           | Csőre Gábor            |
| Martin Barrow, James főnöke    | Craig T. Nelson      | Ujréti László          |
| Alissa Barrow, Martin lánya    | Alison Brie          |                        |
| Rita Hudson                    | Edwina Findley       | Agócs Judit            |
| Russell                        | T.I.                 | Welker Gábor           |
| Makayla                        | Ariana Neal          | Szűcs Anna Viola       |
| Cecelio                        | Erick Chavarria      | Rába Roland            |
| Peter Penny                    | Greg Germann         | Mesterházy Gyula       |
| Gayle Burns                    | Paul Ben-Victor      | Barabás Kiss Zoltán    |
| Önmaga                         | John Mayer           | Szatory Dávid          |
| Jaoa                           | Nito Larioza         | Horváth-Töreki Gergely |
| Leo                            | Dan Bakkedahl        | Beratin Gábor          |
| Jojo                           | Ron Funches          | Elek Ferenc            |
| Bíró                           | Elliot Grey          | Rosta Sándor           |
| Kuncsaft                       | Matt Walsh           | Juhász György          |
| Kari                           | T. J. Jagodowski     | Seder Gábor            |
| Shonda                         | Dominique Perry      | Kis-Kovács Luca        |
| Önmaga                         | Jimmy Fallon         | Magyar Bálint          |
| Rico                           | Joshua Joseph Gillum | Varga Rókus            |
| FBI-ügynök                     | James Moses Black    | Galambos Péter         |